# Maja (Uda)
A Maja (oroszul: Мая) folyó Oroszország távol-keleti részén, a Amuri területen és a Habarovszki határterületen; az Uda bal oldali mellékfolyója.

## Földrajz
Hossza: kb. 363 km (nagyobbik forráságával együtt 450 km), vízgyűjtő területe: 15 300 km², évi közepes vízhozama (alsó folyásán):  215 m³/s.
Az Amuri terület északkeleti részén, a Sztanovoj-hegylánc déli lejtőjén, az Ajumkan és a Kun-Manyjo egyesülésével keletkezik, majd javarészt a Habarovszki határterület hegyes vidékén halad délkelet felé. Felső folyásán sziklás, meredek partok között folyik, lejjebb a Majai-hegységtől északkeletre fekvő medencében folytatja útját. A torkolat közelében medre 200 m, ártere egy-másfél kilométer széles.
Vízgyűjtő területén a monszun hatása érvényesül: igen hideg a tél, viszonylag meleg és csapadékos a nyár. Az éves csapadék (600-700 mm) nagy része nyáron érkezik. A folyó partjain nincs állandóan lakott település. 
Leghosszabb mellékfolyója az észak felől, balról beömlő Limnu (115 km).